# Ruino
Ruino (lombardul: Arvén) település Olaszországban, Lombardia régióban, Pavia megyében. Lakosainak száma 708 fő (2018. január 1.). Ruino Borgoratto Mormorolo, Canevino, Fortunago, Montalto Pavese, Nibbiano, Rocca de’ Giorgi, Val di Nizza, Valverde, Zavattarello és Caminata községekkel határos.

## Népesség
A település lakossága az elmúlt években az alábbi módon változott:

| 2017 | 712 |
| 2018 | 708 |